# Sajta de pollo
La sajta de pollo o picante de pollo es un plato tradicional de la región occidental de Bolivia. También se consume en la zona montañosa de las provincias argentinas de Salta y Jujuy.
Es picante de pollo con tunta rebosada, papa, maní y chuño. Se encuentran diferentes variantes dependiendo de la región. Suele ser incluido en las celebraciones mayores como Todos los santos o Carnaval.